# Eugen Hillenbrand
Eugen Hillenbrand (* 10. Februar 1936 in Offenburg) ist ein deutscher Historiker.
Hillenbrand war Akademischer Oberrat am Historischen Seminar der Albert-Ludwigs-Universität Freiburg. Mit einer Arbeit über Nikolaus von Straßburg promovierte er dort 1966 zum Dr. phil. Er ist ein Schüler von Gerd Tellenbach. 1979 legte er eine Übersetzung der Vita Caroli Quarti von Karl IV. vor, der einzigen Selbstdarstellung eines deutschen Herrschers aus dem Mittelalter. Hillenbrand ist Mitglied des Südwestdeutschen Arbeitskreises für Stadtgeschichtsforschung. Sein Forschungsschwerpunkt ist die mittelalterliche Landesgeschichte (Gengenbach, Konstanz, Offenburg). Er war Mitherausgeber der Festschrift zum 65. Geburtstag von Otto Herding.

## Veröffentlichungen (Auswahl)
- Zweckverband Weingut Schloß Ortenberg, Eugen Hillenbrand, Wolfgang M. Gall, Winfried Köninger: Vom Hospital zum Weingut. 700 Jahre St. Andreas-Hospital, 500 Jahre Rebhof, Zweckverband Weingut Schloß Ortenberg Offenburg 2000, DNB 972737111, 52 Seiten.
- „Ecce sigilli faciem“. Das Siegelbild als Mittel politischer Öffentlichkeitsarbeit im 14. Jahrhundert. In: Konrad Krimm, Herwig John (Hrsg.): Bild und Geschichte. Studien zur politischen Ikonographie. Festschrift für Hansmartin Schwarzmaier zum 65. Geburtstag. Sigmaringen 1997.
- „Unser Fryheit und alt Harkommen“. Mittelalter in Offenburg und der Ortenau (= Veröffentlichungen des Stadtarchivs Offenburg. Band 7). Offenburg 1990.
- Gallus Öhem, Geschichtsschreiber der Abtei Reichenau und des Bistums Konstanz. In: Hans Patze (Hrsg.): Geschichtsschreibung und Geschichtsbewusstsein im späten Mittelalter. Sigmaringen 1987, S. 727–755.
- Der Geschichtsschreiber Johann von Viktring als politischer Erzieher. In: Helmut Maurer, Hans Patze (Hrsg.): Festschrift für Berent Schwineköper zu seinem 70. Geburtstag. Sigmaringen 1982, S. 437–454.
- Vita Caroli Quarti. Die Autobiographie Karls IV. Einführung, Übersetzung und Kommentar, Fleischhauer und Spohn, Stuttgart 1979.
- Die Geschichtsschreibung der Stadt Konstanz im Spätmittelalter. Konstanz 1976.
- Kurie und Generalkapitel des Predigerordens unter Johannes XXII. (1316 bis 1334). In: Josef Fleckenstein, Karl Schmid (Hrsg.): Adel und Kirche. Gerd Tellenbach zum 65. Geburtstag dargebracht von Freunden und Schülern. Freiburg i. Br. 1968, S. 499–515.
- Nikolaus von Strassburg. Religiöse Bewegung und dominikanische Theologie im 14. Jahrhundert (= Forschungen zur oberrheinischen Landesgeschichte. Band 21). E. Albert, Freiburg im Breisgau 1968, DNB 456990283, (Dissertation Freiburg 1968, 178 Seiten, 8).